# Centrum badawczo-rozwojowe
Centrum badawczo-rozwojowe – jednostka naukowa, przedsiębiorca, niebędąca instytutem badawczym, prowadząca badania lub prace rozwojowe. Status centrum  może zostać nadawany przez Ministra Przedsiębiorczości i Technologii. Przedsiębiorstwa, które uzyskały od ministra właściwego ds. gospodarki status CBR, są wsparciem technicznym oraz naukowym dla konkretnych branż i specjalizacji jak np. farmacja, medycyna, energetyka, produkcja maszyn górniczych czy sektor informatyczno-inżynierski. Wspólnym mianownikiem tych przedsiębiorstw jest działalność badawczo-rozwojowa.
Centra badawczo-rozwojowe znajdują się w kategorii jednostek naukowych, to podmioty posiadające osobowość prawną i siedzibę na terytorium Polski, w tym przedsiębiorstwa posiadających status centrum badawczo – rozwojowego, nadawany na podstawie ustawy z dnia 30 maja 2008 r. o niektórych formach wspierania działalności innowacyjnej.
Rejestr Centrów Badawczo-Rozwojowych prowadzi Ministerstwo Przedsiębiorczości i Technologii. Wg stanu na 10.08.2023 status CBR posiada 58 podmiotów.